# Рейхсмаршал

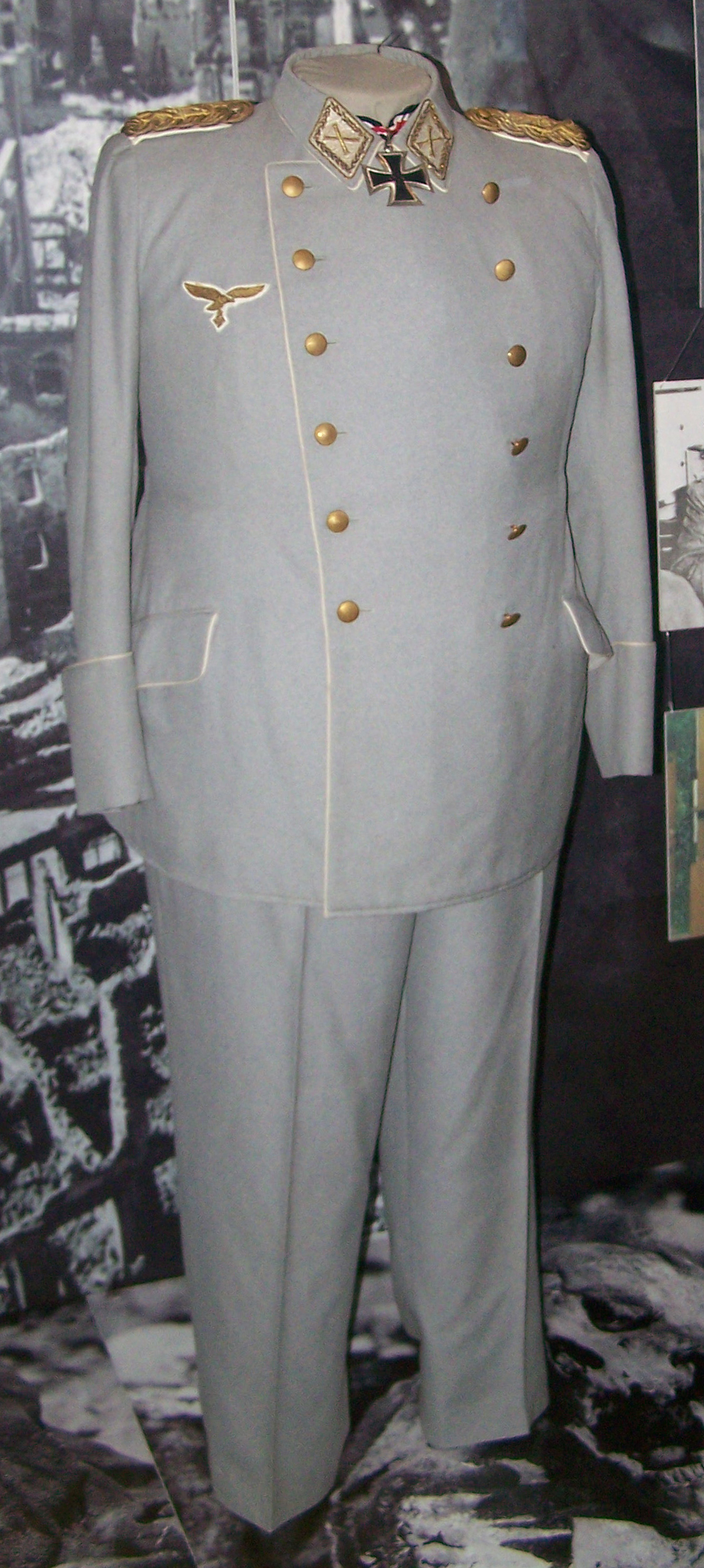
Військова форма рейхсмаршала Г.Герінга. Музей Люфтваффе. Берлін

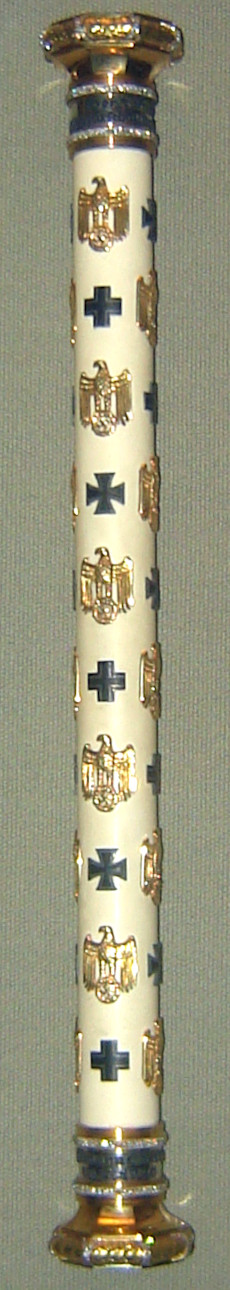
Маршальський жезл рейхсмаршала Г.Герінга. Музей Вест-Пойнта.

Рейхсма́ршал, власне Райхсмаршал (нім. Reichsmarschall — «імперський маршал»)  — найвище військове звання та посада в історії різних держав Європи.

## Священна Римська імперія
Титул «рейхсмаршала» інколи надавався полководцям Священної Римської імперії у воєнний час, проте, був тимчасовим (швидше посадою командувача). Використовувався у XII–XVI століттях, надалі вийшов з використання.

## Швеція
У Швеції титул ріксмаршала (швед. Riksmarskalk) з XVII століття носить глава придворного штату.

## Росія
У деяких документах часів Катерини I «Рейхс-Маршалом» іменується О. Д. Меншиков (що був тоді генерал-фельдмаршалом, а потім генералісимусом).

## Третій рейх
Рейхсмаршал (повністю Рейхсмаршал Великонімецького рейху) — вище звання у Рейху. Присвоєно 19 липня 1940 Герінгу після блискавичного завершення французької кампанії. Вважалося вищим за звання генерал-фельдмаршала люфтваффе.
Знаки розрізнення рейхсмаршала виготовлялися з чистого золота, а маршальський жезл із слонової кістки. Погонами рейхсмаршала були схрещені маршальські жезли, а над ними — німецький орел, як би що сидить на них. Оскільки Герман Герінг був єдиним, хто носив такий чин, то і кітель його — унікальна форма для німецького солдата часів Другої світової — білий, атласний із значним золотим зображенням знаку розрізнення ВПС — ширяючого орла зі свастикою на правій стороні грудей.
Звання рейхсмаршала мав лише Герман Герінг з 1940.

### Штандарти

1940-1941
1940-1941
1941-1945
1941-1945